# Sabero (restaurant)
Sabero is een restaurant in Leende, de eetgelegenheid had van 2018 tot 2022 twee Michelinsterren. In oktober 2024 is de zaak opnieuw onderscheiden met een Michelinster.

## Locatie

### Roermond
De eetgelegenheid was van december 2018 tot en met maart 2023 gevestigd in het centrum van de Limburgse stad Roermond. In een karakteristieke herenhuis nabij rivier de Maas en naast de Sint-Christoffelkathedraal. 

### Leende
In maart 2023 sloot het restaurant in Roermond om een maand later te openen op een nieuwe locatie. Het concept van het restaurant wordt een kleinere intieme opzet. Het zogeheten huiskamerrestaurant is gevestigd naast hun eigen woning in het Noord-Brabantse dorp Leende.

## Geschiedenis
Het culinaire duo bestaande uit chef-kok Nico en gastvrouw Sonja Boreas stond voor Sabero aan de leiding van Boreas. Deze eetgelegenheid was tot de sluiting in 2016 onderscheiden met twee Michelinsterren. Het duo verkocht Boreas aan Jan Sobecki, een chef die in het verleden leerling was van Nico Boreas. Het restaurant van Sobecki is verdergegaan onder de naam Tribeca en werd kort na de opening onderscheiden met twee Michelinsterren.
In het voorjaar van 2018 openden Nico en Sonja Boreas hun nieuwe restaurant Sabero. Een gelijknamige plaats in Spanje, maar ook een anagram van hun vorige restaurant en achternaam Boreas. Ook deze eetgelegenheid is direct onderscheiden met twee Michelinsterren. De zaak is in 2024 onderscheiden met 17,5 van de 20 punten in de GaultMillau-gids. De eetgelegenheid staat in de top 100 van beste restaurants van Nederland van de culinaire gids Lekker. In de editie van 2023 stond de zaak op plaats 20.
Eind 2022 werd bekend dat Sabero in maart 2023 zou gaan verhuizen. De reden is dat het huurcontract niet verlengd kon worden op de oude locatie in Roermond, hiermee vervielen de twee Michelinsterren van het restaurant. Nico en Sonja Boreas opende in april 2023 een klein restaurant onder dezelfde naam, naast hun woning in Leende. Op 7 oktober 2024 is de eetgelegenheid tijdens de uitreiking van de Michelinsterren opnieuw onderscheiden met een Michelinster en gastvrouw Sonja Boreas werd onderscheiden met de Service Award. 